# Autobahndreieck Holledau
Das Autobahndreieck Holledau (Abkürzung: AD Holledau; Kurzform: Dreieck Holledau) ist ein Autobahndreieck in Bayern bei Ingolstadt. Hier endet der nördliche Abschnitt der Bundesautobahn 93 (Hof – Regensburg – Kufstein) und geht in die Bundesautobahn 9 (Berlin – Leipzig – München) (Europastraße 45) über.

## Geographie
Das Dreieck befindet sich auf dem Gemeindegebiet von Wolnzach, umgeben ist es von den Städten und Gemeinden Pfaffenhofen an der Ilm, Schweitenkirchen und Rohrbach. Das Dreieck befindet sich etwa 50 km nördlich von München, etwa 55 km nordöstlich von Augsburg und etwa 25 km südlich von Ingolstadt.
Das Autobahndreieck Holledau trägt auf der A 9 die Anschlussstellennummer 65, auf der A 93 die Nummer 55.

## Ausbauzustand
Die A 9 ist in diesem Bereich sechsstreifig ausgebaut, die A 93 vierstreifig. Außer der indirekten Rampe (einspurig) stehen in allen Überleitungen zwei Fahrstreifen zur Verfügung.
Das Dreieck ist als rechtsgeführte Trompete ausgeführt. Ursprünglich war geplant, die A 93 in Richtung Augsburg (Westen) zu verlängern, daher ist auch zu erkennen, dass Bauvorleistungen für ein Kleeblatt errichtet wurden.

## Verkehrsaufkommen
Das Dreieck wurde im Jahr 2015 täglich von rund 108.000 Fahrzeugen passiert.
| Von                  | Nach                             | Durchschnittliche tägliche Verkehrsstärke | Durchschnittliche tägliche Verkehrsstärke | Durchschnittliche tägliche Verkehrsstärke | Anteil Schwerlastverkehr | Anteil Schwerlastverkehr | Anteil Schwerlastverkehr |
| Von                  | Nach                             | 2005                                      | 2010                                      | 2015                                      | 2005                     | 2010                     | 2015                     |
| -------------------- | -------------------------------- | ----------------------------------------- | ----------------------------------------- | ----------------------------------------- | ------------------------ | ------------------------ | ------------------------ |
| AS Langenbruck (A 9) | AD Holledau                      | 77.600                                    | 75.300                                    | 84.000                                    | 14,2 %                   | 13,6 %                   | 13,6 %                   |
| AD Holledau          | Raststätte In der Holledau (A 9) | 96.500                                    | 94.100                                    | 98.300                                    | 12,6 %                   | 11,1 %                   | 11,8 %                   |
| AS Wolnzach (A 93)   | AD Holledau                      | 29.900                                    | 31.400                                    | 33.800                                    | 10,3 %                   | 09,8 %                   | 10,2 %                   |